# Ryan Malgarini
Ryan Timothy Malgarini (* 12. Juni 1992 in Renton, Washington) ist ein US-amerikanischer Schauspieler, der vor allem durch seine Rolle des Tom Brooks in der US-Fernsehserie Gary Unmarried bekannt ist.

## Leben und Karriere
Ersten Kontakt mit der Schauspielerei hatte der im Sommer 1992 in der 90.000-Einwohner-Stadt Renton im US-Bundesstaat Washington geborene Ryan Malgarini noch in seiner frühen Kindheit, als er seine Großmutter Gloria M. Malgarini, die oftmals im Werbebereich tätig war, aber auch in Filmen wie Season of Change, Mars Attacks! oder The Mexican eingesetzt wurde, im Fernsehen sah und daraufhin beschloss selbst Schauspieler zu werden. Noch in seiner Kindheit kam er mit seiner Familie nach Kalifornien, ließ sich schließlich aber in Las Vegas im Bundesstaat Nevada nieder. Von dieser Zeit an kam er in verschiedenen Werbespots als Statist an der Seite seiner Großmutter zum Einsatz und war unter anderem in Werbefilmen von McDonald’s oder Washington Mutual im Einsatz. Im Jahre 2002 gab Malgarini schließlich sein Filmdebüt in State of Mind, wobei der Film seine eigentliche Premiere erst im Jahre 2004 hatte und im Jahr zuvor nur auf ausgewählten Festivals ausgestrahlt wurde. Ebenfalls im Jahre 2003 war er in Greg Mottolas The Big Wide World of Carl Laemke und in Mark Waters Freaky Friday – Ein voll verrückter Freitag, wobei er im erstgenannten Film eine jüngere Version des Hauptdarstellers Ryan Gosling mimte und im zweiten Teil eine weitere nicht unwesentliche Nebenrolle als Harry Coleman innehatte. Außerdem hatte er in diesem Jahr einen Gastauftritt in der Fernsehserie Gilmore Girls. Für seine Rolle des Harry Coleman wurde er im Jahr nach der Premiere für einen Young Artist Award in der Kategorie „Best Performance in a Feature Film – Young Actor Age Ten or Younger“ nominiert. Ebenfalls im Jahr 2004 wurde Malgarini im Pilotfilm The Robinsons: Lost in Space eingesetzt, der ein Remake der 1960er Serie Verschollen zwischen fremden Welten darstellen sollte. Nach der Produktion des Piloten wurde die Produktion der nachfolgenden Serie allerdings eingestellt, da The WB die Serie nicht für die Herbstsaison 2004 auswählte. Einen weiteren Auftritt im Jahre 2004 konnte er in der erfolgreichen Fernsehserie Malcolm mittendrin verzeichnen, wo man ihn in der zehnten Episode der fünften Staffel in der Rolle des kleinen Noah sah.
Nach einer weiteren Nebenrolle im 2005 veröffentlichten Fernsehfilm Die Eishockey-Prinzessin, folgten ein Einsatz in einer Episode der nur kurzlebigen Serie Standoff, sowie eine weitere nennenswerte Nebenrolle in Billys Wette oder Wie man gebratene Würmer isst, wo er in die Rolle des Benjy schlüpfte. Für die Rolle wurde er zusammen mit einem weiteren zwölfköpfigen Team bestehend aus jungen Nachwuchsdarstellern mit einem Young Artist Award in der Kategorie „Best Young Ensemble in a Feature Film“ ausgezeichnet. Nach einem Jahr ohne jegliche Premieren von Produktionen, an denen Malgarini beteiligt war, war er erst wieder ab dem Jahr 2008 auf den Bildschirmen zu sehen. In diesem Jahr wurde er in den offiziellen Cast von Happy Campers, einer Fernsehserie, die noch im gleichen Jahr hätte veröffentlicht werden sollen, geholt. Nach der Produktion des Piloten wurde die Serie allerdings eingestellt, obgleich bereits sämtliche Darsteller in den Cast beordert wurden. Des Weiteren war er in diesem Jahr erstmals in der Rolle des Tom Brooks zu sehen, die er in der ab 2007 gedrehten US-Sitcom Gary Unmarried innehatte. Als einer der Hauptcharaktere der Serie wurde er in allen veröffentlichten Episoden eingesetzt und dabei auch vermehrt mit Preisen ausgezeichnet bzw. nominiert. Neben einer Nominierung für einen Young Artist Award in der Kategorie „Best Performance in a TV Series (Comedy or Drama) – Supporting Young Actor“ im Jahre 2009 wurde die Serie und damit auch Malgarini in diesem Jahr auch mit einem People’s Choice Award ausgezeichnet. Im darauffolgenden Jahr folgte schließlich auch noch eine Auszeichnung in der Kategorie „Best Performance in a TV Series (Comedy or Drama) – Supporting Young Actor“ bei der Vergabe der 31. Young Artist Awards. Im Jahre 2011 war Ryan Malgarini schließlich auch noch im Thriller Riddle in einer Nebenrolle als Nathan Teller zu sehen. Etwa um das Jahr 2003 nahm er mit Oscarpreisträger Tom Hanks an einem In-House Test, einem Testfilm bezüglich der Motion-Capture-Technologie, zum Film Der Polarexpress teil, wurde jedoch nur für diesen Testfilm und nicht für die spätere Originalfassung vorgesehen.

## Filmografie
Filmauftritte (auch Kurzauftritte)
- 2003: The Big Wide World of Carl Laemke
- 2003: State of Mind (The United States of Leland)
- 2003: Freaky Friday – Ein voll verrückter Freitag (Freaky Friday)
- 2004: The Robinsons: Lost in Space (Pilotfilm)
- 2005: Die Eishockey-Prinzessin (Go Figure)
- 2006: Billys Wette oder Wie man gebratene Würmer isst (How to Eat Fried Worms)
- 2008: Happy Campers (Pilotfilm)
- 2013: Riddle – Jede Stadt hat ihr tödliches Geheimnis (Riddle)
- 2025: Freakier Friday

Serienauftritte (auch Gast- und Kurzauftritte)
- 2003: Gilmore Girls (1 Episode)
- 2004: Malcolm mittendrin (Malcolm in the Middle) (1 Episode)
- 2006: Standoff (1 Episode)
- 2008–2010: Gary Unmarried (37 Episoden)
- 2011: Mike & Molly (1 Episode)
- 2018: Mom (Episode 5x13)

## Nominierungen und Auszeichnungen
Nominierungen
- 2004: Young Artist Award in der Kategorie „Best Performance in a Feature Film – Young Actor Age Ten or Younger“ für sein Engagement in Freaky Friday – Ein voll verrückter Freitag[1]
- 2009: Young Artist Award in der Kategorie „Best Performance in a TV Series (Comedy or Drama) – Supporting Young Actor“ für sein Engagement in Gary Unmarried[4]

Auszeichnungen
- 2007: Young Artist Award in der Kategorie „Best Young Ensemble in a Feature Film“ für sein Engagement in Billys Wette oder Wie man gebratene Würmer isst (zusammen mit einem weiteren zwölfköpfigen Team)[2]
- 2009: People’s Choice Award für die beliebteste neue TV-Serie[5]
- 2010: Young Artist Award in der Kategorie „Best Performance in a TV Series (Comedy or Drama) – Supporting Young Actor“ für sein Engagement in Gary Unmarried[6]